# The City (álbum)
The City es el decimosexto álbum conceptual compuesto por Vangelis publicado en 1990 por East West Records. Grabado en el Hotel de la Ville (Roma) las cintas fueron remezcladas en Mega Studios (París) siendo el primer trabajo de Vangelis en ser editado por el sello estadounidense.

## Concepto
Este es un disco conceptual que expresa la vida diaria en la metrópolis contemporánea, como homenaje al mundo moderno, de manera particular, en esas ciudades, las cuales son vistas más como idealizaciones del hombre contemporáneo. La técnica de grabación que el artista comenzó a usar en su anterior álbum, Direct (1988), alcanza un alto grado de sofisticación, sin resultar pretencioso. 

"La ciudad de Vangelis es cosmopolita, mezcla con buen gusto sonidos exóticos y voces incorpóreas, a la vez futuristas pero tranquilizadoramente familiares. Donde Direct era remoto The City es casi sensual".
Dave Connolly (Allmusic) 

## Lista de temas
1. «Dawn» (4:15)
2. «Morning Papers» (3:56)
3. «Nerve Centre» (5:30)
4. «Side Streets» (4:12)
5. «Good to see you» (6:51)
6. «Twilight» (4:57)
7. «Red Lights» (3:55)
8. «Procession» (9:33)

## Producción
Como gran parte de los trabajos compuestos por el músico las piezas están relacionadas por el concepto que da título a éste, sin embargo, el resultado es plural en estilos. Por momentos el disco se conforma de sonidos más eléctricos que electrónicos por lo que resulta un trabajo orgánico. Algunas composiciones hacen de este álbum un trabajo diferente a los estilos conocidos del autor destacando particularmente «Nerve Center», «Side Streets», «Twilight» y «Procession».
El álbum fue inspirado en las visitas de Vangelis a Roma para la composición de la banda sonora de la película Francesco dirigida por Liliana Cavani.
El director de cine franco-polaco Roman Polanski y la actriz francesa Emmanuelle Seigner estuvieron involucrados en las sesiones de grabación aportando sonidos como pisadas y voces.

## Créditos
- Vangelis - compositor, arreglador, intérprete y productor.
- Frederick Rousseau - ingeniero de sonido.
- Phillipe Colonna - ingeniero de sonido.

Con
- Mikamo Yuko y Kimura Reiko - voces en japonés en «Twilight» y «Red Lights».
- Kathy Hill - voz en «Good to see you».
- Roman Polanski y Emmanuelle Seigner - voces y pasos.